# A7 (Griekenland)
De A7 of Odos Kendrikis Peloponnisou (Grieks: Αυτοκινητόδρομος Κεντρικής Πελοποννήσου, Centrale weg Peloponnesos), ook bekend als de Morea (Grieks: Μορέας), is een autosnelweg in Griekenland. De snelweg verbindt Korinthe met Kalamáta. De autosnelweg maakt deel uit van de Europese weg 65.